# 碳酸钐
碳酸钐是一种无机化合物，化学式为Sm2(CO3)3。

## 制备
碳酸钐可以由三氯乙酸钐的水解得到：
2 Sm(C2Cl3O2)3 + 3 H2O → Sm2(CO3)3 + 6 CHCl3 + 3 CO2

## 化学性质
碳酸钐可溶于酸，放出二氧化碳：
Sm2(CO3)3 + 6 H+ → 2 Sm3+ + 3 H2O + 3 CO2↑
碳酸钐在高温下分解，生成氧化钐：
Sm2(CO3)3 → Sm2O3 + 3 CO2↑